# Mestosoma femorale
Mestosoma femorale är en mångfotingart som först beskrevs av Christoph D. Schubart 1943.  Mestosoma femorale ingår i släktet Mestosoma och familjen orangeridubbelfotingar. Inga underarter finns listade i Catalogue of Life.